# Panorama de la Guerre des paysans
Le Panorama de la Guerre des paysans est une peinture panoramique monumentale de la Guerre des Paysans intitulée Frühbürgerliche Revolution in Deutschland (Première révolution bourgeoise en Allemagne). Réalisée par le peintre et professeur d'art Werner Tübke sur une commande de la RDA, elle est située au musée Panorama, un complexe construit à cet effet près du champ de bataille de la ville de Bad Frankenhausen en Thuringe au pied des collines Kyffhäuser. 
Peinte dans les années 1976 à 1987, à l'origine pour commémorer la guerre des paysans allemands et le leader paysan Thomas Müntzer, elle occupe une superficie de 1 722 m2 et est l'un des plus grands tableaux de panorama du monde.
Le musée Panorama abrite aussi une collection de tableaux d'artistes contemporains.